# Spreewaldheide
Spreewaldheide är en kommun i Landkreis Dahme-Spreewald i förbundslandet Brandenburg i Tyskland. Kommunen bildades den 26 oktober 2003 genom en sammanslagning av de tidigare kommunerna Butzen, Laasow och Sacrow-Waldow och kommunen ingår i kommunförbundet Amt Lieberose/Oberspreewald.